# أبو الحسن البسيوي
هو علي بن محمد بن علي بن محمد بن الحسن البسيوي، نسبة إلى قرية بسيا من أعمال بهلا، ويقال له البسياني. يعد أحد كبار علماء القرن الرابع الهجري.

## مؤلفاته
- كتاب “الجامع”[1] المعروف بجامع أبي الحسن، في أربعة مجلدات (مطبوع).
- وله مختصر سماه “مختصر أبي الحسن” في مجلد واحد.
- وله كتاب “سبوغ النعم” و”سيرة البسياني” التي كتب فيها قضايا عصره، وحكم الإمامة، وآراءه السياسية والفقهية.